# Dag Stokke
Dag Stokke (1 de abril de 1967 – 27 de abril de 2011) fue un teclista, organista e ingeniero noruego, conocido por trabajar para las bandas noruegas TNT y Vagabond. También tuvo su propia empresa de masterización en línea llamado OnlineMastering.

## Carrera
Stokke fue teclista de TNT en giras desde abril de 1987 a 2011 y tocó en los álbumes de TNT desde Realized Fantasies (1992) a A Farewell to Arms (2010). Aunque nunca fue miembro oficial de TNT, dijo en una entreista de 2010 que "estoy cómodo con mi rol en TNT. Algunas personas me preguntan por qué no estoy en las fotos. Así son las cosas, y estoy completamente tranquilo con eso. Pude experimentar mucho la vida de estrella de rock en 1987 y especialmente en 1989 y un poco en 1992, por lo que ese sueño se ha realizado. Si soy sincero, eso es totalmente genial, porque sé que he sido parte de todo esto." Su último concierto con TNT fue en Umeå, Suecia el 5 de marzo de 2011.
En enero de 2011 se le encontró un cáncer. Stokke murió el 27 de abril de 2011 a los 44 años.

## Discografía

### TNT
- Realized Fantasies (1992)
- Three Nights in Tokyo (1992)
- Firefly (1997)
- Transistor (1999)
- My Religion (2004)
- All the Way to the Sun (2005)
- Live in Madrid (2006)
- The New Territory (2007)
- Atlantis (2008)
- A Farewell to Arms (2010)

### Vagabond
- Vagabond (1994)
- A Huge Fan of Life (1995)

### Otros artistas
- Jorn - Starfire (2000)
- Unni Wilhelmsen - Disconnected (2001)
- Kristin Sevaldsen - Impressions (2007)
- Arnstein Hammershaug - Langsomme dager (2009)
- Kristin Sevaldsen y Lewi Bergrud - Treasure (2009)